# エクルズケーキ
エクルズケーキ（英: Eccles cake）は小さい円形の焼き菓子である。バターを折り込んだフレイキー・ペイストリーにカラント（小粒のレーズン）を詰めて焼いたもので、場合によってはデメララシュガー（ザラメの一種）がまぶされる。

## 名前と起源
エクルズケーキはイギリスのエクルズに因んで命名された。
1793年にジェームス・バーチがエクルズの中心部のヴィカレッジ通り（Vicarage Road）と現在はチャーチ通り（Church Street）として知られているセントメアリーズ通り（St Mary’s Road）の角でエクルズケーキを最初に販売したことが知られている。
エクルズケーキは、スクアッシュドフライケーキ（squashed fly cake、「押しつぶしたハエケーキ」）やフライケーキ（fly cake、「ハエケーキ」）、フライパイ（fly pie、「ハエパイ」）、あるいはフライズ・グレイブヤード（Fly's Graveyard、「ハエの墓場」）とも呼ばれ、いずれもカラントをハエに見立てた名称である。エクルズケーキは原産地名称保護制度を保持していないため、どこで製造されてもエクルズと呼称される。

## 類似の菓子

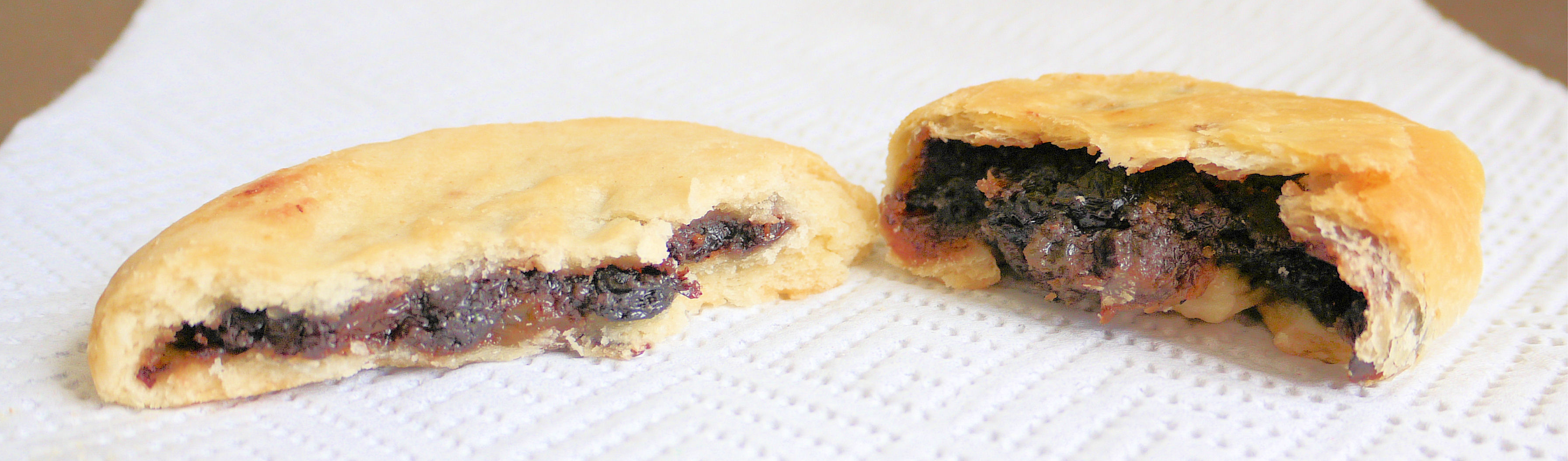
左がチョーリーケーキ、右がエクルズケーキ

ランカシャー州チョーリーにちなむチョーリーケーキはエクルズケーキよりも薄く、フレイキー・ペイストリーではなくショートクラスト・ペイストリーから作られる。砂糖はまぶさない。
カラントスクエアは、ショートクラスト・ペイストリーを四角く成形したケーキで、上面と底面に幅1インチのカラントのフィリングが入る。
ブラックバーンケーキはブラックバーンにちなみ、カラントの代わりに煮たリンゴが入る。
バンベリーにちなむバンベリーケーキは楕円形のケーキである。
トリニダード・トバゴでは、カラントロール（Currant roll）と呼ばれるよく似たペストリーが作られる。フレイキー・ペイストリーでカラントを巻いてから焼いた菓子で、斜めに切って供する。